# باري دين (منتج أسطوانات)
باري دين (بالإنجليزية: Barry Dean)‏ هو منتج أسطوانات وكاتب أغاني أمريكي، ولد في 10 مايو 1967 في كانساس في الولايات المتحدة.

## وصلات خارجية
- باري دين على موقع IMDb (الإنجليزية)
- باري دين على موقع ميوزك برينز (الإنجليزية)
- باري دين على موقع ديسكوغز (الإنجليزية)